# Marmopteryx animata
Marmopteryx animata là một loài bướm đêm trong họ Geometridae.